# Wahl & Söhne
Die W. Wahl & Söhne KG (vormals Wilhelm Wahl & Söhne) war ein privates Busunternehmen und eine Unternehmensgruppe mit Sitz in Heidenheim an der Brenz, die zwischen 1926 und 1986 internationale Bustouristik sowie den überwiegenden Teil der Linienverkehre im Landkreis Heidenheim und in Dillingen an der Donau betrieb. Mit einem Fuhrpark von bis zu 400 Omnibussen war Wahl zeitweise die größte private Busgesellschaft in Europa.

## Geschichte

### Anfänge und 1930er-Jahre
Am 6. August 1926 richteten die Brüder Wilhelm (1903–1969) und Albert Wahl (1901–1976) eine Buslinie zwischen Heidenheim und Schnaitheim ein. Zum Einsatz kam ein Ford-Omnibus mit 18 Sitzplätzen. Schon zwei Monate nach Betriebsaufnahme musste ein zweiter Omnibus beschafft werden. Weitere Linien in Betrieb genommen wurden bald zur Voithsiedlung, nach Oggenhausen und nach Mergelstetten. Dank dem sich ab 1930 durchsetzenden Berufsverkehr und geschickter Fahrplangestaltung konnte das Unternehmen seine Fahrgastzahlen noch zusätzlich steigern: Wahl legte die Fahrten so, dass er kurz vor den Postbussen abfuhr und so deren Fahrgäste in seine eigenen Busse brachte, während die Postbusse noch auf die mit der Bahn beförderten Postsendungen warten mussten und nur schwach besetzt zu ihren Zielen aufbrachen.
In den 1930er Jahren versuchte Wahl der Eisenbahn aber nicht nur im Brenztal Konkurrenz zu machen, sondern bot von Heidenheim ausgehend über Weißenstein und Göppingen auch direkte Fahrten nach Stuttgart zu wesentlich günstigeren Preisen als die damalige Deutsche Reichsbahn an. Die Busse waren dementsprechend gut gefüllt, jedoch wurden der Firma diese Fahrten untersagt. Zur Umgehung des Verbots bot Wahl Fahrten in Vororte wie Cannstatt oder Untertürkheim an, von wo aus die Reisenden dann mit der Straßenbahn ihr Ziel erreichen konnten. Doch auch dies wurde bald unterbunden, und seine Busse wurden von der Polizei beschlagnahmt. Daraufhin gab Wahl die Fahrten auf. Während des Kriegs wurden Fahrzeuge und Mitarbeiter der Firma zum Kriegsdienst eingezogen oder mussten teilweise Personenbeförderungsdienste für die Deutsche Reichspost leisten.

### Nachkriegszeit und Wirtschaftswunderjahre
Nach dem Krieg wuchs die Bevölkerung in Stadt und Landkreis Heidenheim durch zahlreiche Vertriebene und Flüchtlinge aus der Sowjetischen Besatzungszone bzw. der DDR so stark an, dass ein Nahverkehrssystem notwendig wurde. Die am 4. Juni 1948 als W. Wahl & Söhne KG neueingetragene Firma erkannte diese Situation und baute zügig ein innerstädtisches Liniennetz sowie etliche Überlandlinien auf. Im Jahr 1947 hatten Stadt und Kreis Heidenheim mit der Kraftverkehr Heidenheim GmbH zwar ihr eigenes Verkehrsunternehmen mit Linien zwischen Heidenheim und Oberkochen sowie zwischen Giengen und Staufen gegründet. Bereits 1953 wurde der kommunale Verkehrsbetrieb jedoch wieder aufgelöst, und die Linienkonzessionen wurden auf Wahl sowie die Deutsche Bundespost übertragen.
Im Jahr 1955 bestand der Wahl-Fuhrpark aus 37 Bussen. Zu diesem Zeitpunkt wuchsen die Wirtschaft der Bundesrepublik Deutschland und die Realeinkommen bereits so stark, dass die Menschen an Auslandsreisen dachten. Und auch Wahl konnte sich in den folgenden Jahren sowohl im Linien- als auch im Reiseverkehr stark vergrößern: Mit über 70 Omnibussen zählte das Unternehmen Mitte der 1960er Jahre schon zu den größten privaten Busunternehmen der Bundesrepublik. In Heidenheim wurde ein 30-Minuten-Takt im Stadtlinienverkehr eingeführt, und es wurden weitere Wohngebiete wie Erbisberg oder Mittelrain für den Busverkehr erschlossen.

### Die wirtschaftlich erfolgreichsten Jahre: 1970–1985
1970 wurde ein Reisebüro an der Königstraße in Stuttgart eröffnet, in Heidenheim wurde dafür später ein Neubau an der Ecke Kastor-/Bergstraße errichtet. Die entsprechenden Aktivitäten wurden am 24. Februar 1982 in der Ausgliederung Wahl Touristik GmbH gebündelt. Ab 1971 war Wahl Vertragspartner von American Express und führte Busreisen für amerikanische oder andere überwiegend englischsprachige Touristen in ganz Europa durch. Ähnliche Vertragsabschlüsse bzw. Übernahmen erfolgten in den darauffolgenden Jahren mit den englischen Unternehmen Global of London (Tours and Travel) Ltd., Trafalgar Tours Ltd. und Webbs Coaches Ltd. Mit der Wahl International GmbH entstand hierzu eine eigene Niederlassung in Frankfurt am Main, deren Geschäftsführung der promovierte Ingenieur Friedrich Wilhelm („Fritz“) Wahl (1932–2008) übernahm.

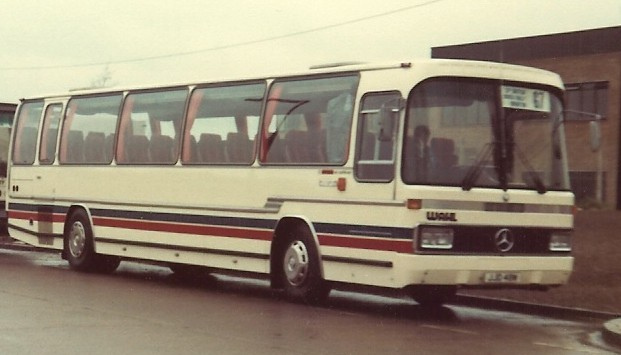
Für Linksverkehr konfigurierter Wahl-Bus Mercedes Benz O 303 mit Karosserie Plaxton Supreme IV von 1981, aufgenommen bei Brighton/Vereinigtes Königreich.

Die dunkelblau-beige Reisebusflotte („Der blaue Bus“) nahm in der zweiten Hälfte der 1970er Jahre ein Design in den Heidenheimer Stadtfarben an (je ein roter und blauer Streifen auf weißem Grund) und vergrößerte sich zusammen mit den Linienbussen von Jahr zu Jahr auf bis zu 400 Fahrzeuge der Marken Büssing, Mercedes-Benz, Kässbohrer Setra, MAN und Magirus-Deutz. In Spitzenzeiten beschäftigte das Unternehmen bis zu 600 Mitarbeitende weltweit.
Nach der Heirat von Fritz und Lotte Wahls Tochter Regine mit Patrick Reynolds, US-Schauspieler und Enkel des Tabakfabrikanten Richard Joshua Reynolds, arbeitete auch der neue Schwiegersohn 1983/84 kurzzeitig bei Wahl. Der damaligen „Traumhochzeit“ wohnten verschiedene Prominente bei wie Johannes von Thurn und Taxis, ein Neffe Adnan Khashoggis und die Witwe des früheren mexikanischen Präsidenten Miguel Alemán Valdés – das Paar bezog eine eigens für sie erbaute Villa an der Ecke Danziger Straße/Bergstraße in Heidenheim. Nach der 1985 erfolgten Scheidung der Ehe beendete Reynolds seine Mitarbeit bei Wahl und widmete sich wieder der Schauspielerei sowie dem Antitabakaktivismus.

### Instandsetzung und Handel mit Omnibussen
Die Expansion in das Luxusreisegeschäft war zunächst ein großer Erfolg für Wahl, der Einbruch der Tourismusbranche Mitte der 1980er Jahre und der trotz jährlichen Preissteigerungen sowie erheblichen Zuschüssen von Stadt und Landkreis weiterhin unrentable ÖPNV machten dem Unternehmen allerdings zu schaffen. 1984 ersann Wahl daher eine weitere internationale Geschäftsidee, diesmal für China: „Man sieht sofort, woran es in China fehlt. So viele Menschen auf Fahrrädern, zu Fuß über weite Strecken. Die brauchen Fahrzeuge, Fahrzeuge und nochmals Fahrzeuge.“
Bereits in den 1970er Jahren hatte Wahl in Heidenheim und Dillingen auf den Erwerb neuwertiger Linienbusse verzichtet, sondern stattdessen gebrauchte diverser deutscher Verkehrsunternehmen – z. B. Stadtwerke Frankfurt am Main, Rheinische Bahngesellschaft, Stadtwerke Wuppertal – erworben, aufgearbeitet und nach wenigen Jahren gewinnbringend überwiegend ins Ausland weiterverkauft. Aufgrund seiner qualifizierten Werkstatt dehnte Wahl das Verfahren nun auch auf Reise- sowie nicht vor Ort eingesetzte Linienbusse aus und lieferte an die chinesischen Städte Shanghai sowie Hangzhou zusammen 600 Gebrauchtfahrzeuge. Bei der Unterzeichnung eines besonders großen entsprechenden Auftrags war sogar der damalige Baden-Württembergische Ministerpräsident Lothar Späth zugegen.

### Vergleich, Anschlusskonkurs und Gerichtsverfahren
Mitte der 1980er Jahre, während Wahl neue Geschäftsfelder erschloss, kamen Gerüchte hinsichtlich seiner Solvenz auf. Es gab den Verdacht, dass der rapide Expansionskurs bestenfalls unüberlegt erfolge – wenn nicht gar ungedeckt. Hinzu kam die streng auf den geschäftsführenden Gesellschafter hin ausgerichtete Unternehmenskultur, welche für Fehlentscheidungen anfällig war und Fritz Wahl nach Eintritt erster Zahlungsschwierigkeiten mangels Einschreitens anderer leitender Angestellte zu dem verführte, was er später „Notmaßnahmen“ nannte: Busse, die noch im Eigentum der Hersteller waren, wurden weiterverkauft – oder es wurden Busse als Banksicherheiten hinterlegt, die Wahl noch gar nicht besaß; zum Teil wurde einunddasselbe Fahrzeug gleich mehreren Banken gegenüber als Pfand angeboten.
Bald musste das Unternehmen einen Vergleichsantrag stellen, woraufhin Zwangsverwaltung angeordnet wurde. In seiner Not wandte sich Fritz Wahl schließlich an Ministerpräsident Lothar Späth und den damaligen Minister für Wirtschaft, Mittelstand und Technologie, Martin Herzog im Hinblick auf eine Kreditbürgschaft. Erfolgreich, aber zu spät: Namhafte Gläubigerbanken wie die Kreissparkasse Heidenheim lehnten einen Vergleich ab und drehten Wahl kurzfristig den Geldhahn zu. Im Mai 1986 musste das Unternehmen daher Anschlusskonkurs anmelden (Gesamtschaden: 50 Mio. DM), einen Tag später flohen Fritz Wahl und seine Frau Lotte mit unbekanntem Ziel aus Heidenheim. Gegen Fritz Wahl wurde ein internationaler Haftbefehl ausgestellt. Nach über drei Jahren wurde er in Mexiko, wo er bei einem Omnibushersteller als Berater tätig war, enttarnt und im August 1989 festgenommen. Im Mai 1991 wurde Fritz Wahl vom Landgericht Stuttgart wegen Betrugs, zum Teil in Tateinheit mit Unterschlagung, zu dreieinhalb Jahren Haft verurteilt. Nach Abbüßung der Strafe kehrte er nach Mexiko zurück, wo er 2008 starb.

### Nachleben
Aus der Konkursmasse des Unternehmens heraus wurde am 1. Mai 1987 von der heute zur Transdev GmbH gehörenden Württembergischen Eisenbahn-Gesellschaft mbH sowie dem Landkreis Heidenheim die Heidenheimer Verkehrsgesellschaft mbH (HVG) gegründet. Zuvor waren die Linienverkehre vom Landkreis neuausgeschrieben worden, weil dieser einen Partner suchte, der ihm ein weitreichendes Mitspracherecht gewähren würde. Die HVG, seit 2021 im Mehrheitsbesitz des Landkreises Heidenheim, betreibt heute hauptsächlich Linienverkehre und ist nur noch in geringem Umfang im Gelegenheitsverkehr tätig. Die Londoner Niederlassung ging 1987 in der Redwing Coaches Ltd. auf. Ein spätes Wiederaufleben der (niemals eingetragenen) Marke Wahl in Verbindung mit Bustouristik erfolgte durch die Gründung der Wahl Coaches Ltd. in Stratford-upon-Avon am 28. April 2018. Deren Geschäftsführer Richard Webb, Sohn des Gründers des einst von Wahl übernommenen Unternehmens Webb Coaches Ltd. sowie ehemaliger Heidenheimer Wahl-Mitarbeiter, hatte bereits 2007 einen der legendären blau-rot gestreiften Wahl-Busse zurückgekauft und 2011 originalgetreu restaurieren lassen.